# Педерсен, Свен (шахматист)
Свен Педерсен (дат. Sven Pedersen; род. 26 июля 1949, Хельсингёр) — датский шахматист, международный мастер ИКЧФ (1985).
Добился больших успехов в заочных шахматах.
Победитель чемпионата Дании по переписке 1969 г.
Победитель 21-го чемпионата Европы по переписке (1980—1986 гг.).
Участник предварительных соревнований 14-го чемпионата мира (в 3/4 финала разделил 2—5 места, но уступил место в финале по дополнительным показателям).
В составе сборной Дании участник 2-го командного чемпионата Европы по переписке (1982 г.).
Также выступает в очных соревнованиях, в том числе в командных чемпионатах Дании за клуб «Schachklub Skovlunde» из коммуны Баллеруп.
Работал гражданским инженером.

## Основные спортивные результаты
| Год       | Соревнование                                                       | + | − | = | Результат | Место |
| --------- | ------------------------------------------------------------------ | - | - | - | --------- | ----- |
| 1969      | Чемпионат Дании по переписке                                       |   |   |   |           | 1     |
| 1980—1986 | 21-й чемпионат Европы по переписке                                 |   |   |   |           | 1     |
| 1982—     | Командный чемпионат Европы по переписке (сборная Дании, ?-я доска) |   |   |   |           |       |
| 1987—1995 | 3/4 финала 14-го чемпионата мира по переписке                      | 5 | 1 | 8 | 9 из 14   | 2—5   |